# Ernest Borgnine

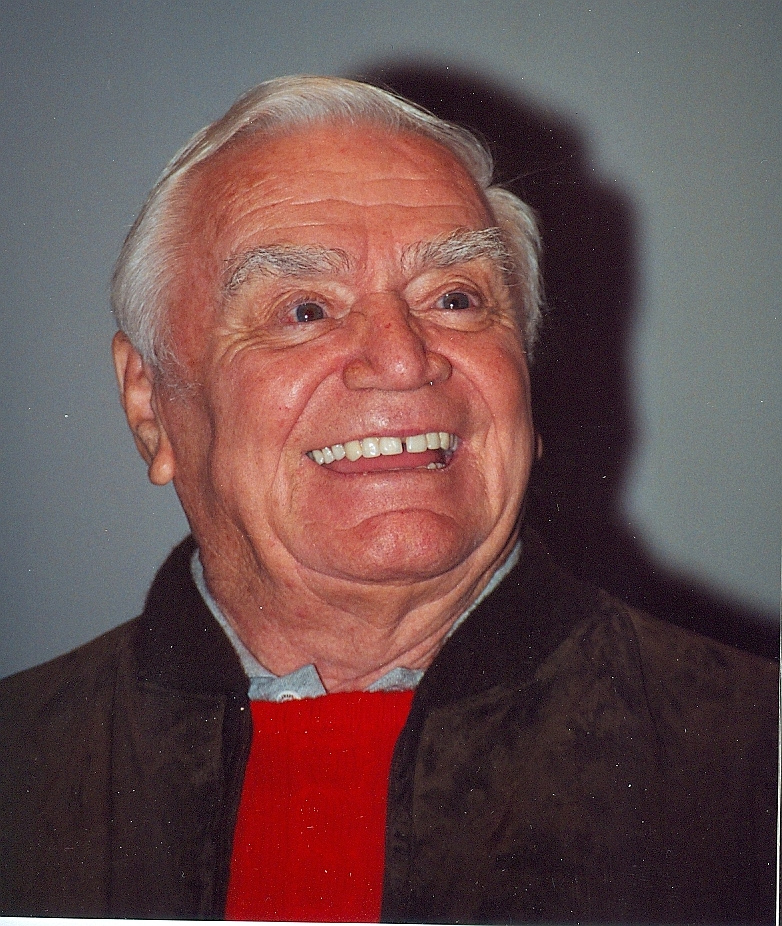
Ernest Borgnine (2000)

Ernest Borgnine (ˈbɔrɡnaɪn, eigentlich Ermes Effron Borgnino; * 24. Januar 1917 in Hamden, Connecticut; † 8. Juli 2012 in Los Angeles, Kalifornien) war ein US-amerikanischer Schauspieler. Für Marty gewann er 1956 den Oscar als bester Hauptdarsteller.
Borgnine zählte seit den 1950er-Jahren zu den bekanntesten Charakterdarstellern in Hollywood und war oft in profilierten Nebenrollen zu sehen. Er trat in mehr als 200 Fernseh- und Kinofilmen auf und war bis zu seinem Tod als Schauspieler aktiv.

## Leben
Ernest Borgnine war der Sohn italienischer Einwanderer. Sein Vater Camillo Borgnino stammte aus Ottiglio, seine Mutter Anna Boselli aus einer Adelsfamilie im norditalienischen Carpi bei Modena. 1935 trat er der United States Navy bei und kämpfte später im Zweiten Weltkrieg als Kanonier auf dem schnellen Minenräumer USS Lamberton (DMS-2). Nach zehnjähriger Dienstzeit verließ er zum Kriegsende die Navy und wurde Fabrikarbeiter. Auf Anregung seiner Mutter besuchte er ab 1947 die Schauspielschule Randall’s School of Drama in Hartford. Er spielte am Barter Theatre in Abingdon, Virginia und debütierte 1949 am Broadway. 1951 zog er nach Los Angeles und erhielt seine erste Filmrolle als Chinese.
1953 gelang Borgnine in der Rolle eines sadistischen Sergeants in dem Filmklassiker Verdammt in alle Ewigkeit der Durchbruch als Charakterdarsteller. Für seine Hauptrolle in Marty, wo er als einsamer Schlachter zu sehen war, erhielt er 1955 den National Board of Review Award, den Preis des New York Film Critics Circle und ein Jahr später einen Oscar als bester Hauptdarsteller sowie einen Golden Globe als Bester Darsteller in einem Drama. Er setzte sich dabei unter anderen gegen Spencer Tracy, Frank Sinatra und James Dean durch. Borgnine deckte im Lauf der Jahrzehnte ein weites darstellerisches Spektrum ab, zählte zu den bekanntesten Charakterdarstellern in Hollywood und war beim Publikum sehr beliebt. Ein Markenzeichen von Borgnine war seine markante Schneidezahnlücke, die man immer sah, wenn Borgnine strahlend lächelte.
Er wurde häufig als wichtiger Nebendarsteller eingesetzt und gab seinen Rollen, auch durch seine wuchtige Erscheinung, ein unverwechselbares Profil. Borgnine war im Lauf der Jahre unter anderem in so bekannten Filmen wie dem Abenteuerfilm Der Flug des Phoenix (1965), dem Kriegsfilm Das dreckige Dutzend (1967), dem Western-Klassiker The Wild Bunch (1969), dem Katastrophenfilm Die Höllenfahrt der Poseidon (1972), dem Actionfilm Convoy (1978) oder dem futuristischen Thriller Die Klapperschlange (1981) zu sehen.
Ab den 1980er-Jahren trat Borgnine regelmäßig in Fernsehserien in Erscheinung. Besonders populär wurde ab 1984 seine Verkörperung des Dominic Santini in der US-Serie Airwolf. Ab den 1980er-Jahren wirkte er auch in einigen deutschen Produktionen mit und stand zum Beispiel 1993 für Tierärztin Christine gemeinsam mit Uschi Glas, Hans Clarin und Martin Semmelrogge vor der Kamera.
Spätere Filmauftritte absolvierte er unter anderem 1997 in Gattaca und 2002 in 11′09″01 – September 11. 2009 erhielt er für seinen Gastauftritt als Paul Manning in der letzten Episode der Serie Emergency Room – Die Notaufnahme, And In The End, seine dritte Emmy-Nominierung. 2010 wurde er mit dem Screen Actors Guild Life Achievement Award geehrt. 2010 hatte er eine Nebenrolle als Archivar in R.E.D. – Älter, Härter, Besser. Ernest Borgnine war bis zu seinem Lebensende als Schauspieler aktiv.
Auf dem Hollywood Walk of Fame besitzt er einen Stern der Kategorie Film bei der Adresse 6324 Hollywood Boulevard.
Borgnine war fünfmal verheiratet. Aus seiner ersten Ehe mit Rhoda Kemins von 1949 bis 1958 ging eine Tochter (* 1952) hervor. Von 1959 bis 1963 war er mit der Schauspielerin Katy Jurado verheiratet. Seine dritte Ehe mit der Schauspielerin und Sängerin Ethel Merman hielt 1964 nur 32 Tage. Aus seiner vierten Ehe mit Donna Granucci, die von 1965 bis 1972 hielt, gingen ein Sohn (* 1969) und zwei Töchter (* 1965 und 1970) hervor. Ab 1972 war Borgnine mit seiner fünften Frau, der Unternehmerin Tova Traesnaes (1941–2022), verheiratet, die mit „Tova“ eine eigene Beauty-Reihe vertrieb. Die Ehe hielt bis zu Borgnines Tod.
Borgnine starb im Alter von 95 Jahren am 8. Juli 2012 im Cedars-Sinai Medical Center in Los Angeles an Nierenversagen. Der Leichnam wurde eingeäschert und die Urne der Familie übergeben. 
Borgnine war ab 1964 ein aktives Mitglied im Bund der Freimaurer und wurde 1983 mit dem 33° Hochmeister der schottischen Loge.

## Filmografie (Auswahl)

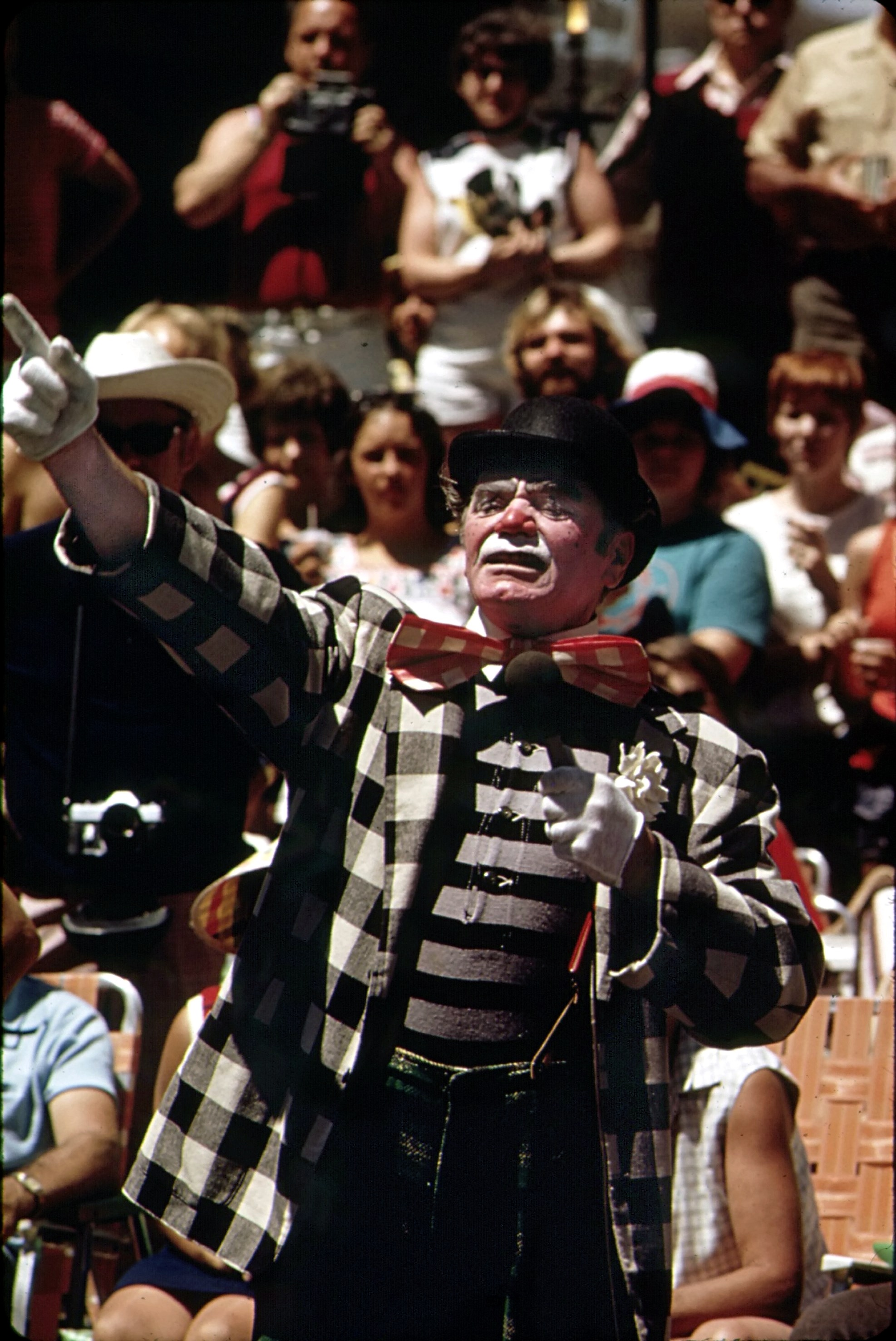
Ernest Borgnine als Clown (1973)

- 1951: Die Spur führt zum Hafen (The Mob)
- 1953: Verdammt in alle Ewigkeit (From Here to Eternity)
- 1953: Der schweigsame Fremde (Stranger wore a Gun)
- 1954: Johnny Guitar – Wenn Frauen hassen (Johnny Guitar)
- 1954: Die Gladiatoren (Demetrius and the Gladiators)
- 1954: Stadt in Angst (Bad Day at Black Rock)
- 1954: Vera Cruz
- 1955: Marty
- 1956: Fanfaren der Freude (The Best Things in Life Are Free)
- 1955: Der Schläger von Chicago (The Square Jungle)
- 1956: Mädchen ohne Mitgift (The Catered Affair)
- 1956: Die unsichtbare Front (Three Brave Men)
- 1958: Torpedo los! (Torpedo Run)
- 1958: Die Wikinger (The Vikings)
- 1958: Geraubtes Gold (The Badlanders)
- 1960: Geheimakte M (Man on a String)
- 1961: Das Jüngste Gericht findet nicht statt (Il giudizio universale)
- 1961: Barabbas (Barabbà)
- 1961: Geh nackt in die Welt (Go Naked in the World)
- 1962–1966: McHale’s Navy (Fernsehserie, 138 Folgen)
- 1965: Der Flug des Phoenix (The Flight of the Phoenix)
- 1965: … denn keiner ist ohne Schuld (The Oscar)
- 1967: Chuka
- 1967: Das dreckige Dutzend (The Dirty Dozen)
- 1968: Bullen, wie lange wollt ihr leben (The Split)
- 1968: Große Lüge Lylah Clare (The Legend of Lylah Clare)
- 1968: Eisstation Zebra (Ice Station Zebra)
- 1969: The Wild Bunch – Sie kannten kein Gesetz (The Wild Bunch)
- 1969: Um sie war der Hauch des Todes (Los desesperados)
- 1971: Die Herausforderung (Rain for a Dusty Summer)
- 1971: Willard
- 1971: In einem Sattel mit dem Tod (Hannie Caulder)
- 1971: Die Verfolger (The Trackers) (Fernsehfilm)
- 1972: Champ Cherokee (Un uomo dalla pelle dura)
- 1972: Die Höllenfahrt der Poseidon (The Poseidon Adventure)
- 1972: Revengers (The Revengers)
- 1973: Ein Zug für zwei Halunken (Emperor Of The North Pole)
- 1973: Die Odyssee der Neptun (The Neptune Factor)
- 1974: Killing Machine (Sunday in the Country)
- 1974: Unsere kleine Farm (Little House on the Prairie, Fernsehserie, Folge 1x14)
- 1975: Nachts, wenn die Leichen schreien (The Devil’s Rain)
- 1975: Straßen der Nacht (Hustle)
- 1976–1977: Mein Freund, der Roboter (Future Cop, Fernsehserie, 6 Folgen)
- 1977: Jesus von Nazareth (Jesus of Nazareth)
- 1977: Der Prinz und der Bettler (The Prince and the Pauper)
- 1977: Ich bin der Größte (The Greatest)
- 1978: Der Geist von Flug 401 (The Ghost of Flight 401)
- 1978: Convoy
- 1979: Im Westen nichts Neues (All Quiet on the Western Front) (Fernsehfilm)
- 1979: Das schwarze Loch (The Black Hole)
- 1980: Der Tag, an dem die Welt unterging (When Time Ran Out …)
- 1980: Der Supercop (Poliziotto superpiù)
- 1981: Tödlicher Segen (Deadly Blessing)
- 1981: Die Klapperschlange (Escape from New York)
- 1981: Satisfaction (High Risk)
- 1982: Magnum (Magnum P.I., Fernsehserie, Folge 3x09)
- 1984: Geheimcode: Wildgänse (Arcobaleno Selvaggio (Wild Rainbow))
- 1984–1986: Airwolf (Fernsehserie, 55 Folgen)
- 1984: Die letzten Tage von Pompeji (The Last Days of Pompeii) (Fernsehminiserie)
- 1984: Sag’ nie wieder Indio (Cane arrabbiato)
- 1985: Alice im Wunderland (Alice in Wonderland) (Fernsehfilm)
- 1986: Ein Engel auf Erden (Highway to Heaven, Fernsehserie, Folge 3x04)
- 1987: Mord ist ihr Hobby (Murder, She Wrote, Fernsehserie, Folge 3x16)
- 1987: The Opponent – Sein härtester Gegner (Qualcuno pagherà)
- 1987: Der Schatz im All (L’isola del tesoro) (Fernseh-Miniserie)
- 1987: 24 Stunden bis zur Hölle (Skeleton Coast)
- 1988: Brooklyn Kid (Spike of Bensonhurst)
- 1989: Laser Mission
- 1989: Gummibärchen küßt man nicht
- 1989: Ein Mord kommt selten allein (Bersaglio sull'autostrada)
- 1992: Hör mal, wer da hämmert (Home Improvement, Fernsehserie, Folge 1x20)
- 1993: Der blaue Diamant (Fernsehfilm)
- 1993: Tierärztin Dr. Christine
- 1993: Simpsons (The Simpsons, Fernsehserie, Folge 5x08)
- 1995–1997: Ein Single kommt immer allein (The Single Guy, Fernsehserie, 23 Folgen)
- 1997: McHale’s Navy
- 1997: Gattaca
- 1998: Die Sportskanonen (BASEketball)
- 1998: JAG – Im Auftrag der Ehre (JAG, Fernsehserie, Folge 3x15)
- 1999: Allein gegen die Zukunft (Early Edition, Fernsehserie, Folge 3x13)
- 1999–2012: SpongeBob Schwammkopf (SpongeBob SquarePants, Fernsehserie, 17 Folgen, Sprechrolle)
- 2000: Walker, Texas Ranger (Fernsehserie, Folge 9x04)
- 2001: CSI: Den Tätern auf der Spur (Folge 15/22)
- 2002: 11′09″01 – September 11
- 2003: The District – Einsatz in Washington (The District, Fernsehserie, Folge 3x16)
- 2004: Blueberry und der Fluch der Dämonen (Blueberry)
- 2004: Das Halbblut (The Trail to Hope Rose)
- 2005: 3 Below – Rache aus der Tiefe (3 Below)
- 2007: Strange Wilderness
- 2007: A Grandpa For Christmas
- 2009: Emergency Room – Die Notaufnahme (ER, Fernsehserie, 2 Folgen)
- 2010: R.E.D. – Älter, Härter, Besser (R.E.D. – Retired.Extremely.Dangerous)
- 2010: Herbstmond (Another Harvest Moon)
- 2011: Night Club
- 2011: Der Löwe von Judah – Das Lamm, das die Welt rettete (The Lion of Judah) (Stimme)
- 2012: The Man Who Shook the Hand of Vicente Fernandez

## Auszeichnungen
Ehrungen

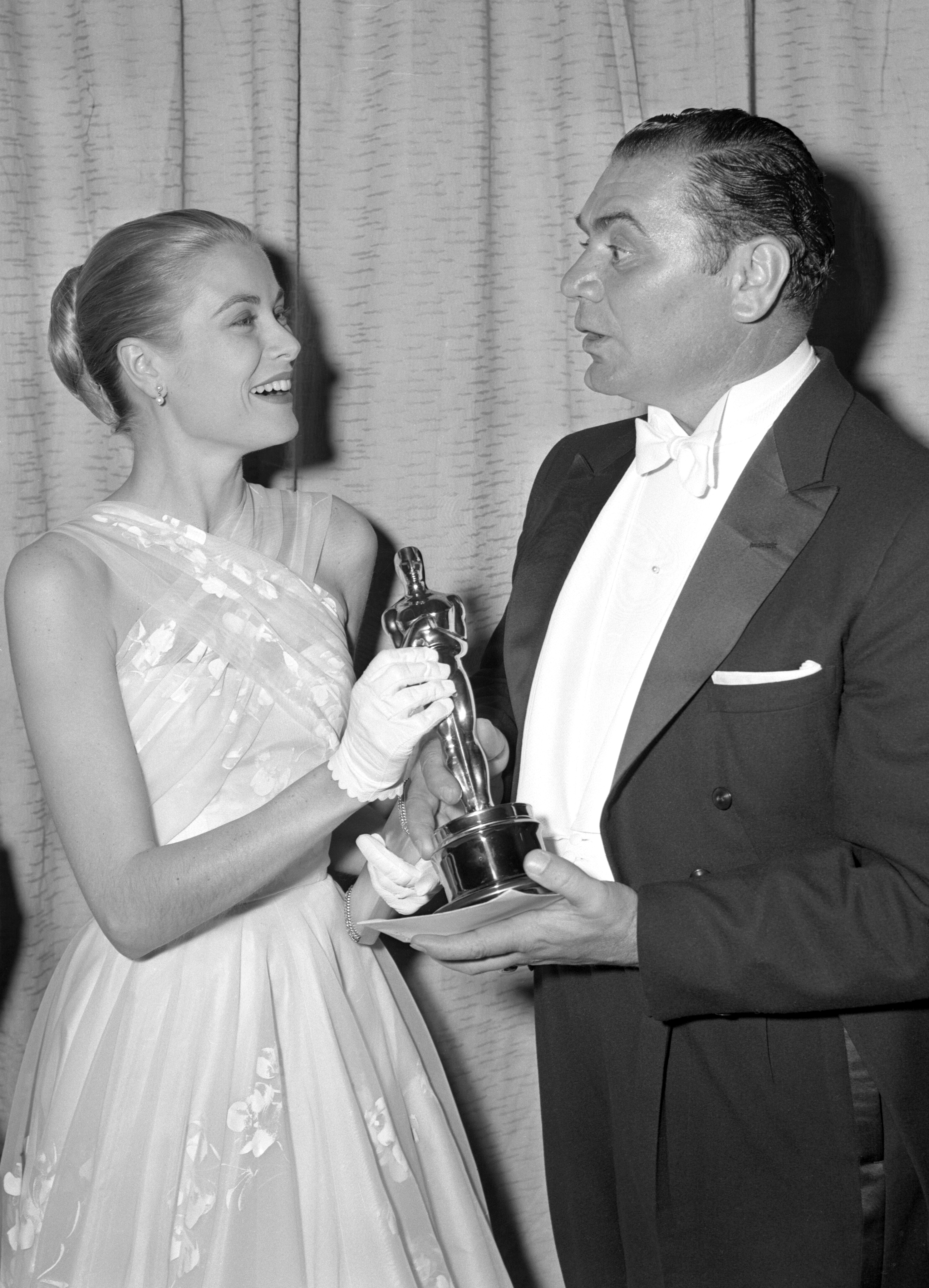
Ernest Borgnine mit Grace Kelly und seinem Oscar für Marty (1956)

- 1955: National Board of Review Award in der Kategorie Bester Hauptdarsteller für Marty
- 1955: New York Film Critics Circle Award in der Kategorie Bester Hauptdarsteller für Marty
- 1956: Golden Globe Award in der Kategorie Bester Hauptdarsteller – Drama für Marty
- 1956: Oscar in der Kategorie Bester Hauptdarsteller für Marty
- 1956: British Film Academy Award in der Kategorie Bester ausländischer Darsteller für Marty
- 1959: Darstellerpreis des Internationalen Filmfestivals von Locarno für Die Kaninchenfalle
- 1960: Stern auf dem Hollywood Walk of Fame (6324 Hollywood Blvd.)
- 1985: Golden Boot Award
- 1997: King Vidor Memorial Award des San Luis Obispo International Film Festival
- 2009: Special Tribute Award des Almería International Short Film Festival
- 2009: Preis für das Lebenswerk des Rhode Island International Film Festival
- 2011: Screen Actors Guild Life Achievement Award
- 2012: Achievement Award des Newport Beach Film Festival für The Man Who Shook the Hand of Vicente Fernandez

 Nominierungen
- 1961: 2. Platz bei den Laurel Awards in der Kategorie Beste Action-Darstellung für Zahl oder stirb
- 1963: Emmy-Nominierung in der Kategorie Beste kontinuierliche Leistung eines Serien-Hauptdarstellers für McHale’s Navy
- 1980: Emmy-Nominierung in der Kategorie Bester Nebendarsteller in einem Mehrteiler oder Special für Hallmark Hall of Fame: All Quiet on the Western Front
- 1982: Nominierung für die Goldene Himbeere in der Kategorie Schlechtester Nebendarsteller für Tödlicher Segen
- 1989: Nominierung für den Independent Spirit Award für Brooklyn Kid
- 1999: Nominierung für den Daytime Emmy Award in der Kategorie Bester Darsteller in einem Animationsprogramm für Alle Hunde kommen in den Himmel
- 2005: Nominierung für den TV Land Award in der Kategorie Favorite Airborne Character(s) für Airwolf
- 2008: Golden-Globe-Nominierung in der Kategorie Bester Darsteller in einem Fernsehmehrteiler oder -film für A Grandpa for Christmas
- 2009: Emmy-Nominierung in der Kategorie Bester Gastdarsteller in einer Dramaserie für Emergency Room – Die Notaufnahme: Zu guter Letzt …